# Контейнеровоз класу Gülsün

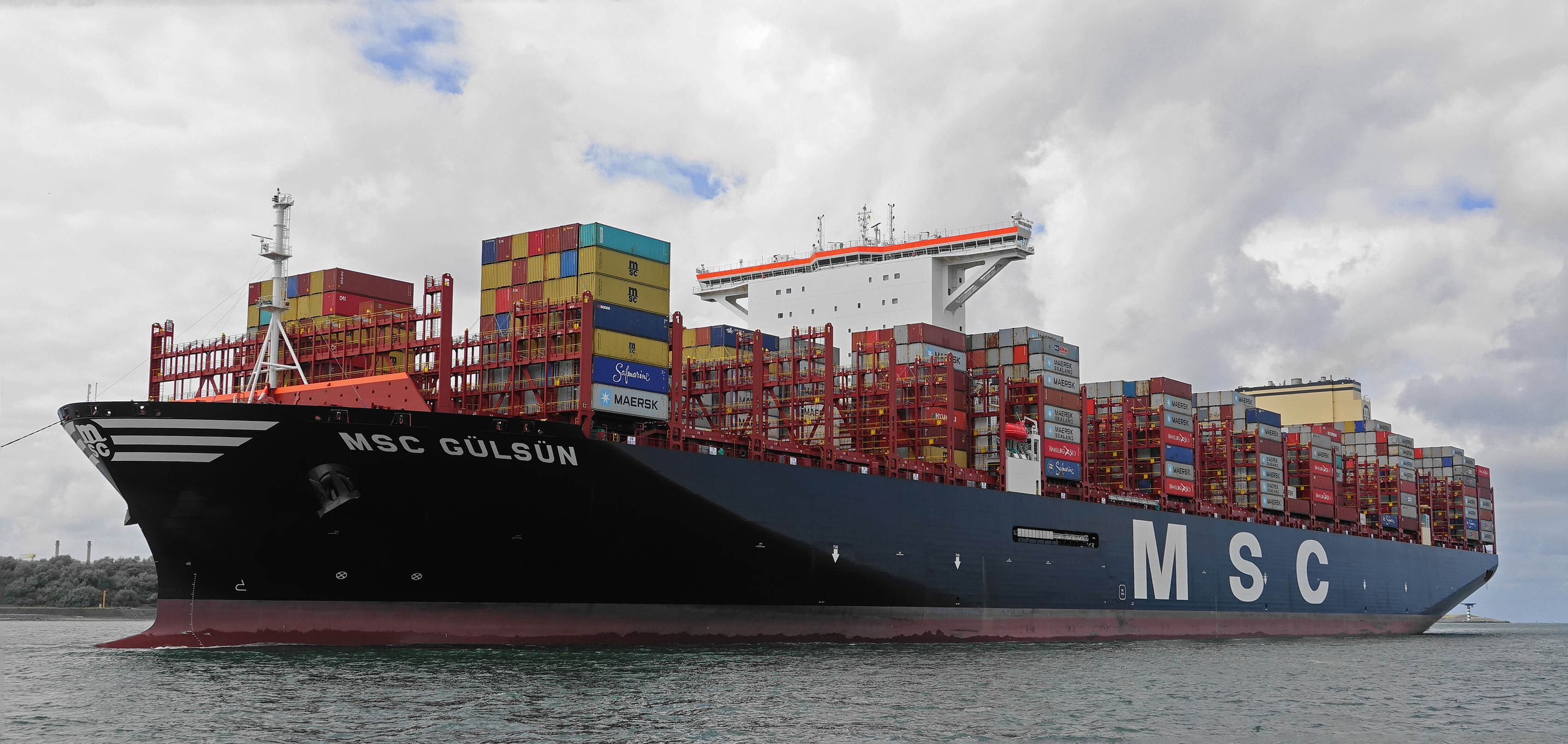
MSC Gülsün заходить у порт Роттердама.

Клас Gülsün — серія контейнеровозів, побудованих для Середземноморської судноплавної компанії (MSC). Найбільші судна мають максимальну теоретичну місткість 23 756 двадцятифутових еквівалентних одиниць (TEU). Були найбільшими контейнеровозами у світі, коли їх спустили на воду у 2019 році, перевершивши OOCL Hong Kong (21 413 TEU). Відтоді їх перевершили інші судна, такі як контейнеровози клас Algeciras (23 964 TEU). Кораблі були першими контейнеровозами, на палубі яких містилося 24 контейнери в ширину.

## Замовлення та історія
У 2017 році MSC підтвердила замовлення на 11 контейнеровозів місткістю не менше 22 тис. TEU. Шість з них повинна була побудувати Samsung Heavy Industries, а решта п'ять — Daewoo Shipbuilding and Marine Engineering. Першим кораблем, який було доставлено, був MSC Gülsün у липні 2019 року.
Повідомляється, що у 2019 році MSC замовила п'ять додаткових контейнеровозів у DSME в рамках початкового замовлення. Очікується, що постачання цих кораблів розпочнеться до кінця 2021 року.
28 липня 2019 року MSC Gülsün встановив новий рекорд завантаження контейнерів, вийшовши з порту Танджунг Пелепас з 19 574 TEU контейнерів на борту. Попередні рекорди належали Monaco Maersk з 19 284 TEU і MOL Tribute з 19 190 TEU. Відтоді рекорд був побитий HMM Algeciras, який перевіз 19 621 TEU з Янтянь, Китай, до Роттердама.

## Список кораблів
| Корабель                                             | Номер двору                          | номер IMO                            | Доставка                             | Статус                               | посилання                            |
| Samsung Heavy Industries (23756 TEU)                 | Samsung Heavy Industries (23756 TEU) | Samsung Heavy Industries (23756 TEU) | Samsung Heavy Industries (23756 TEU) | Samsung Heavy Industries (23756 TEU) | Samsung Heavy Industries (23756 TEU) |
| ---------------------------------------------------- | ------------------------------------ | ------------------------------------ | ------------------------------------ | ------------------------------------ | ------------------------------------ |
| MSC Gülsün                                           | 2248                                 | 9839430                              | 4 липня 2019 р                       | Експлуатується                       |                                      |
| MSC Samar                                            | 2249                                 | 9839442                              | 31 липня 2019 р                      | Експлуатується                       |                                      |
| MSC Leni                                             | 2250                                 | 9839454                              | 10 вересня 2019 р                    | Експлуатується                       |                                      |
| MSC Mia                                              | 2251                                 | 9839466                              | 6 листопада 2019 р                   | Експлуатується                       |                                      |
| MSC Febe                                             | 2252                                 | 9839478                              | 12 груд. 2019 р                      | Експлуатується                       |                                      |
| MSC Ambra                                            | 2253                                 | 9839480                              | 20 січня 2020 р                      | Експлуатується                       |                                      |
| Daewoo Shipbuilding & Marine Engineering (23656 TEU) |                                      |                                      |                                      |                                      |                                      |
| MSC Mina                                             | 4313                                 | 9839260                              | 18 липня 2019 р                      | Експлуатується                       |                                      |
| MSC Isabella                                         | 4314                                 | 9839272                              | 19 серпня 2019 р                     | Експлуатується                       |                                      |
| MSC Arina                                            | 4315                                 | 9839284                              | 11 вересня 2019 р                    | Експлуатується                       |                                      |
| MSC Nela                                             | 4316                                 | 9839296                              | 24 жовт. 2019 р                      | Експлуатується                       |                                      |
| MSC Sixin                                            | 4317                                 | 9839301                              | 27 листопада 2019 р                  | Експлуатується                       |                                      |
| MSC Apolline                                         | 4325                                 | 9896983                              | 14 квітня 2021 р                     | Експлуатується                       |                                      |
| MSC Amelia                                           | 4326                                 | 9896995                              | 16 червня 2021 р                     | Експлуатується                       |                                      |
| MSC Diletta                                          | 4327                                 | 9897004                              | 7 липня 2021 р                       | Експлуатується                       |                                      |
| MSC Michelle                                         | 4328                                 | 9897016                              | 30 серпня 2021 р                     | Експлуатується                       |                                      |
| MSC Allegra                                          | 4329                                 | 9897028                              | 7 жовт. 2021 р                       | Експлуатується                       |                                      |